# John Lewis & Partners
John Lewis & Partners eller John Lewis er en britisk stormagasinkæde. De har 52 butikker, hvoraf de 35 er stormagasiner og 12 er home-stores. Virksomheden ejes af John Lewis Partnership.
Den første John Lewis butik åbnede i 1864 i Oxford Street, London.